# Deutscher Skatverband
Der Deutsche Skatverband e. V. (DSkV) ist ein Dachverband der deutschen Skat-Vereine. Er wurde am 12. März 1899 in Halle an der Saale gegründet, Sitz des Vereins ist die Skatstadt Altenburg. In den Jahren 1954 bis 2001 war Bielefeld aufgrund der Teilung Deutschlands der Sitz des Verbandes. Die Geschäftsstelle in Bielefeld wurde im Jahre 2005 geschlossen, seither ist Altenburg wieder der alleinige Sitz.

## Organisation
Zusammen mit der International Skat Players Association (ISPA) verabschiedet der DSkV die internationalen Skatregeln. Ein wichtiges Organ des Vereins ist das Deutsche Skatgericht, welches über Streitfragen in Turnierspielen entscheidet. Es werden außerdem offene Turniere und die Deutschen Meisterschaften ausgerichtet.
Der DSkV richtet Deutsche Meisterschaften im Einzel, Mannschaft und Tandem aus. Ebenso gibt es offene Turniere, an denen alle interessierte Skatspieler teilnehmen können – ohne eine Mitgliedschaft nachzuweisen (Deutscher Damen-Pokal, Deutsche Mixed-Meisterschaft, Deutschlandpokal und zweijährlich den Internationalen DSkV Skat-Cup).
Neben diesen Turnieren erfolgt auch ein Ligaspielbetrieb, der in Bundesligen und Regionalligen aufgeteilt ist.
Während der pandemiebedingten Ausfälle der Liga-Saisons 2020 und 2021 wurde eine Online-Bundesliga zusammen mit der Internet-Plattform euroskat.com eingerichtet. An dieser beteiligten sich zu Beginn 81 Mannschaften deutschlandweit von der Bundesliga bis in mehrere Regionalligastaffeln. Da die Saison 2022 wieder in Präsenz stattfinden kann, schwindet die Teilnahme an der Online-Meisterschaft zusehends.
Dadurch, dass die ISPA neben ihrem Schwerpunkt der Welt- und Europameisterschaften ebenfalls Ausrichter von Deutschen Meisterschaften mit Einzel- und Mannschaftswertungen sowie einem eigenen Bundesligabetrieb ist, kommt es zu Doppelveranstaltungen.